# DingTalk
DingTalk (кит. упр. 钉钉, пиньинь Dīngdīng, палл. диндин) — платформа для корпоративного общения и сотрудничества, разработанная Alibaba Group. Она была запущена в 2014 году в Китае. К 2018 году это было одно из крупнейших в мире профессиональных мобильных приложений для корпоративной связи в Китае с более чем 100 миллионами пользователей. О намерениях выйти на международный рынок представителями DingTalk было объявлено в 2018 году. У DingTalk есть приложения для iOS и Android, а также клиенты для Mac и ПК.

## История
16 января 2015 года запущена тестовая версия DingTalk 1.1.0.
26 мая 2015 года выпущена версия 2.0 с добавлением функций Ding Mail, Smart OA и общего хранилища.
19 сентября 2016 года выпущена версия 3.0. Улучшения главным образом направлены на коммуникации в B2B-сфере.
15 января 2018 года выпущена англоязычная версия, нацеленная прежде всего на рынок Малайзии, первого официального иностранного рынка, хотя скачать и пользоваться приложением можно в США, Индии и других странах. Тогда же представители DingTalk заявили, что в ноябре 2017 года они выпустили устройства для облегчения ведения бизнеса, такие как «умный регистратор», который позволяет сотрудникам регистрироваться по отпечаткам пальцев или по распознаванию лиц.
В августе 2018 года аудитория DingTalk достигла 100 млн пользователей.
Большинство функций в DingTalk бесплатны, но пользователи могут платить за оборудование, дополнительное пространство в облаке, конференц-звонки и внедрение сторонних сервисов.

## Критика
Многие пользователи приложения критикуют приложение за то, что DingTalk требует быстрого ответа на важные сообщения и фактически предоставляет возможность следить за передвижением каждого из работников даже в нерабочее время, а также постоянно использовать сканер распознавания лиц для подтверждения различных действий. Если работник предприятия не ответил на текстовое сообщение, приложение неоднократно отправляет ему уведомления об этом, в том числе на смартфон поступают звонки и приходят SMS-сообщение, напоминающие о непрочитанных сообщениях в приложении. Кроме того, в приложении реализованы функции, требующие от сотрудников ежедневных отчетов о выполненных задачах и предоставление информации о потраченных средствах в командировках. Также служащие должны отмечать время прихода с работы и ухода, а также указывать свое местонахождение, если они отлучаются с рабочего места в приложении.
Представители DingTalk в свою очередь, заявляют, что сервис решает организационные проблемы в компаниях, например, когда подчиненые не отвечают на сообщения, а затем делают вид, что не получали или не заметили сообщения, и предоставляет бесплатную платформу, повышающую эффективность труда до уровня, как у крупных компаний. По их словам, DingTalk помогает предприятиям быть прозрачными и продуктивными.
По опросу, проведённому Reuters, половина сотрудников отрицательно относится к DingTalk, в то время как остальные не стали жаловаться, потому что их работодатель не включил функцию отметки времени прихода на работу.

### Массовая атака китайских школьников на рейтинг приложения
Во время вспышки коронавируса, начавшейся в Ухане в 2020 году, китайское правительство решило, что из-за возможности заражения коронавирусом все китайские школьники будут учиться дистанционно с помощью интернет-сервисов. Одним из таких стало приложение DingTalk. Спустя время, у приложений стали появляться критические отзывы в магазинах приложений, таких, как App Store, с призывами ставить наиболее низкую оценку. Среди китайских школьников распространился слух о том, что если DingTalk наберёт пользовательский  рейтинг ниже 1, то его удалят из магазина. Из-за чего 11 февраля рейтинг приложения DingTalk в App Store обрушился с 4,9 до значения 1,4 в связи с массовой атакой на рейтинг приложения во всех магазинах приложений. После чего представители DingTalk стали извиняться перед пользователями в соцсетях и призвали не ставить низких оценок приложению. «Приложению только пять лет. Пожалуйста, не убивайте его», — написали они в соцсетях. После этого рейтинг начал  восстанавливаться: по состоянию на 27 февраля у DingTalk  в App Store рейтинг составлял 2,6. Однако, это событие привлекло внимание различных СМИ из других стран, что спровоцировало новую волну низких оценок у приложения. На 23 марта 2020 года рейтинг приложения в App Store рейтинг составлял 1,3.